# مارغريت بارتون
مارغريت بارتون (بالإنجليزية: Margaret Barton)‏ هي ممثلة بريطانية، ولدت في 27 مايو 1926 في المملكة المتحدة.

## وصلات خارجية
- مارغريت بارتون على موقع IMDb (الإنجليزية)
- مارغريت بارتون على موقع قاعدة بيانات الفيلم (الإنجليزية)